# Rostyniany
Rostyniany (lit. Rastinėnai) – wieś na Litwie, w okręgu wileńskim, w rejonie wileńskim, w gminie Suderwa. Graniczą z Wilejskim Parkiem Regionalnym.

## Historia
W Rzeczypospolitej Obojga Narodów leżały w województwie wileńskim, w powiecie wileńskim. Były własnością Prozorów (do 1592), Zalewskiego, Kosmowskich, Andrzeja Rudomina, który przekazał je konwentowi wileńskiemu jezuitów (z którymi przez pół wieku procesowali się o nie Kosmowscy, kończąc zatarg ugodą). Następnie Rostynianami władali Kosmowscy, aż do lat 60. XIX w.. Kolejnymi właścicielami byli Hornowski i jego córka Kostrowicka, która po upadku powstania styczniowego, została zmuszona do sprzedaży majątku byłemu policmajstrowi Wilna Izmailskiemu.
Pod zaborami wieś i majątek ziemski; w II Rzeczypospolitej folwark i kolonia. W XIX i w początkach XX w. położone były w Rosji, w guberni wileńskiej, w powiecie wileńskim, w gminie Mejszagoła. Po I wojnie światowej pod administracją polską, w Zarządzie Cywilnym Ziem Wschodnich. W latach 1920–1922 w składzie Litwy Środkowej.
Od 11 kwietnia 1922 leżały w Polsce, w województwie wileńskim, w powiecie wileńsko-trockim, w gminie Mejszagoła. W 1931 miejscowość liczyła:
- folwark – 11 mieszkańców, zamieszkałych w 1 budynku,
- kolonia – 94 mieszkańców, zamieszkałych w 16 budynkach[5].

Po II wojnie światowej w granicach Związku Sowieckiego. Od 1991 na niepodległej Litwie.